# Gertrud Leistikow

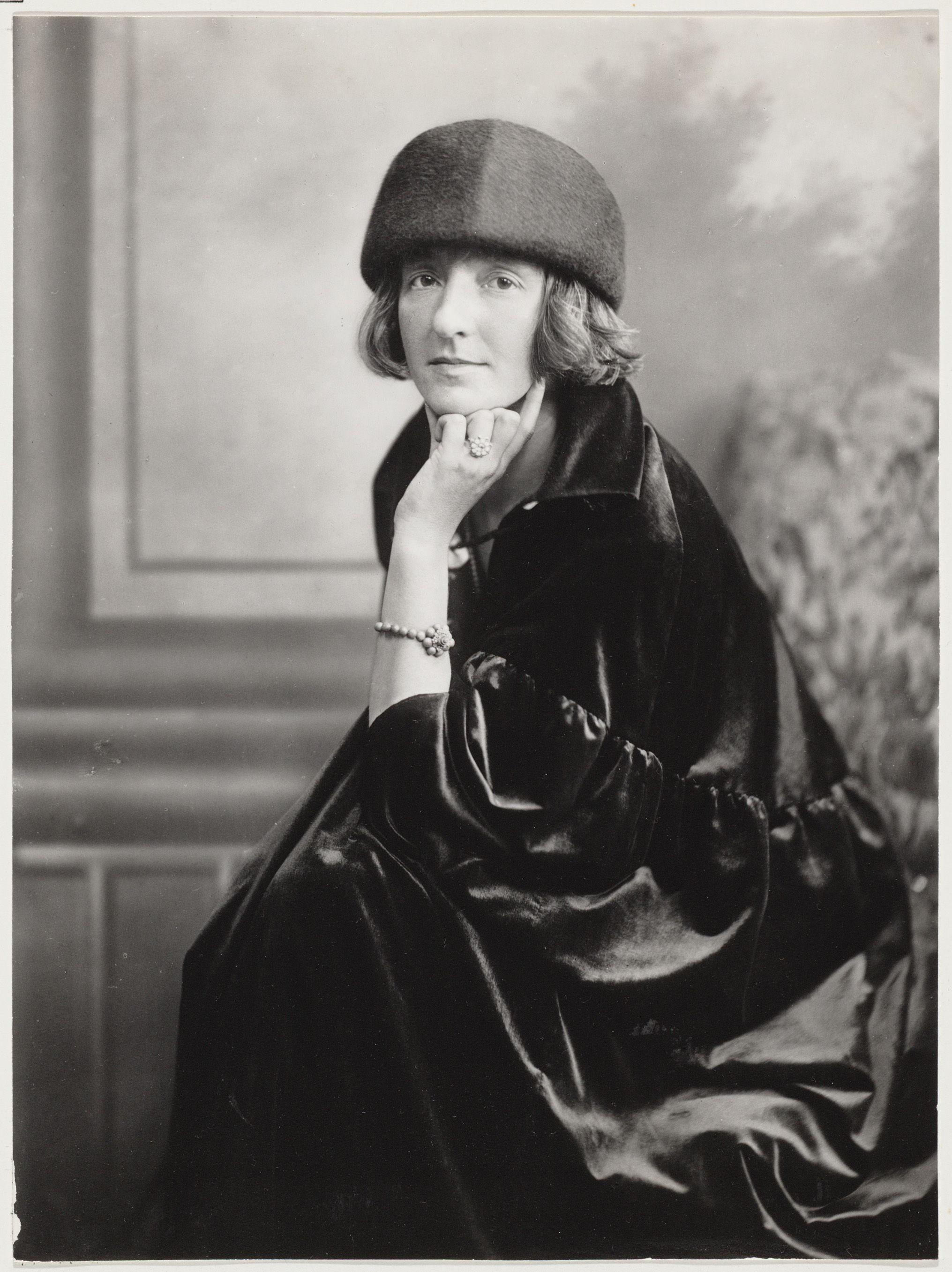
Gertrud Leistikow (1921)

Gertrud Leistikow (* 12. September 1885 in Bückeburg; † 23. November 1948 in Amsterdam) war eine deutsche Tänzerin und Choreografin. Sie wird vor allem mit Nackt- und Grotesktänzen in Verbindung gebracht.

## Leben und Wirken

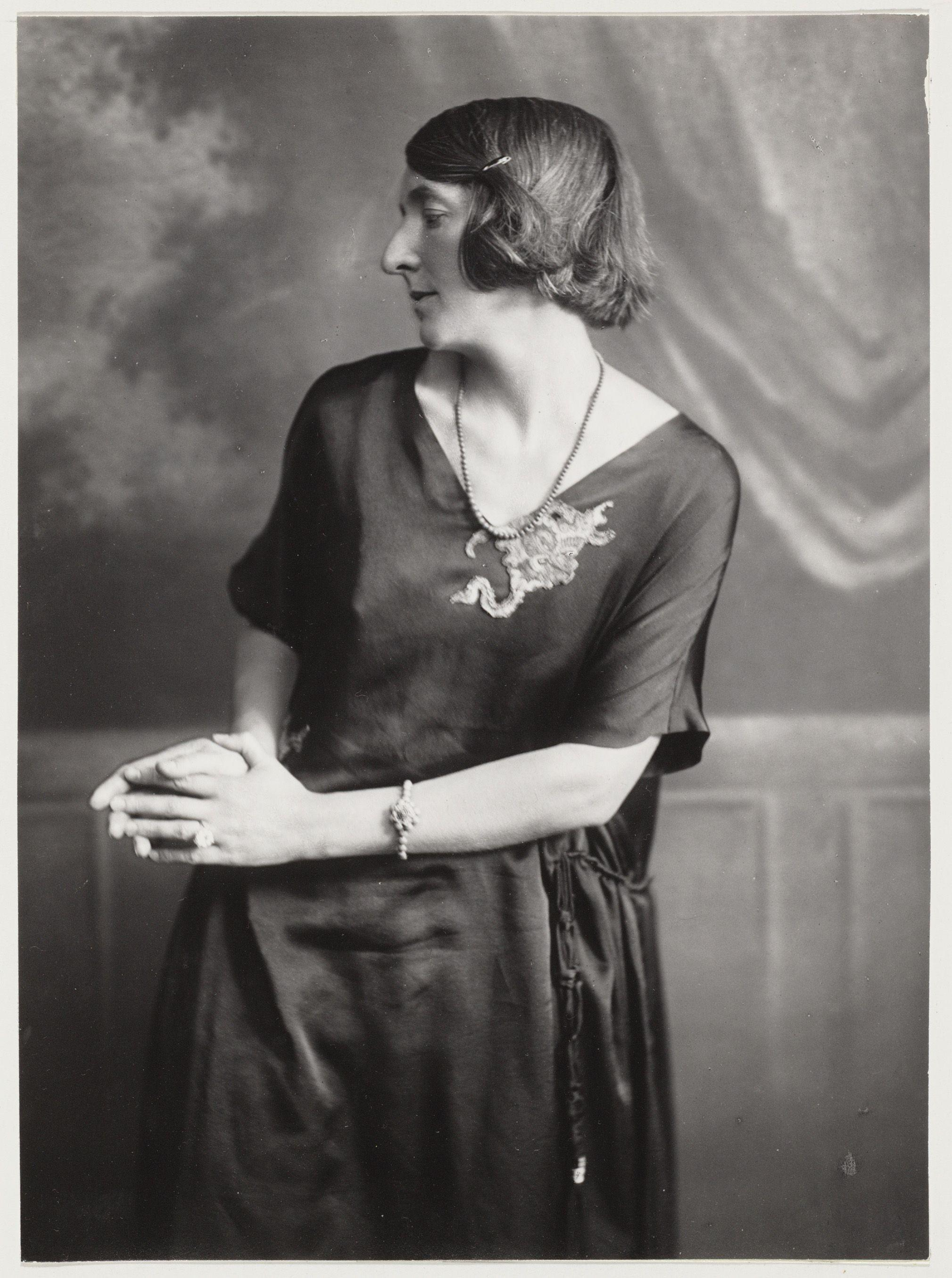
Gertrud Leistikow (1921)

Leistikow besuchte Mädchenschulen in Metz und Spa und studierte an der Akademie der angewandten Künste in Dresden u. a. in der grafischen Klasse von Max Frey. 1904 erlebte sie in Dresden eine Darbietung von Émile Jaques-Dalcroze. Sie begann, das Delsarte-System bei Hedwig Kallmeyer in Berlin zu erlernen. Leistikow trat zwischen 1906 und 1910 erstmals als Tänzerin auf. Zeichnungen von Dora Brandenburg-Polster aus dem Jahr 1911 zeigen sie als Nackttänzerin. 1914 zogen Leistikows Soloauftritte bereits beträchtliche Zuschauermengen in St. Petersburg, Moskau, Lausanne, Utrecht und Sarajewo an.
Im Sommer 1914 stieß sie zu Rudolf von Labans Truppe auf dem Monte Verità bei Ascona, wo sie neben Mary Wigman in Labans  Tanzdrama „Sieg des Opfers“ von Hans Brandenburg eine Hauptrolle hatte. 1916 führte sie eine Tournee durch Deutschland und die Niederlande. Nach ihrer Heirat mit einem niederländischen Rosenhändler war sie nur noch selten außerhalb Hollands unterwegs.
Leistikow leitete drei Tanzschulen in Amsterdam, Den Haag und Rotterdam. Eine Reise nach Niederländisch-Indien veranlasste sie, dort 1924 drei weitere Schulen zu eröffnen. Sie gab Abschiedstourneen durch die Niederlande in den Jahren 1929, 1930 und 1937. Dennoch war sie von 1938 bis 1939 nochmals in Niederländisch-Indien auf Tournee.
Als der Zweite Weltkrieg ausbrach, gelangte Leistikow über Umwege in die Niederlande zurück und eröffnete eine weitere Tanzschule. Sie distanzierte sich von der Nazi-freundlichen niederländischen Tanzkultur dieser Zeit.
Ein Tanzfoto von Leistikow, 1912 durch den Fotografen Hugo Erfurth auf Chlorsilbergelatine erstellt, befindet sich seit 1982 im Museum Folkwang.

## Besonderheiten
Gertrud Leistikow hielt ihr Gesicht für ausdruckslos und verbarg es deshalb oft hinter Schals, Schleiern und Masken oder versuchte, die Blicke der Betrachter auf den Rest ihres Körpers zu ziehen. Zeichnungen und Fotografien zeigen Leistikow oftmals nackt, aber mit verhülltem Gesicht.